# Marmalade
Marmalade é uma banda escocesa de pop rock formada em 1961 em Glasgow por Dean Ford (vocais), Junior Campbell (guitarra, vocais), Graham Knigh (baixo, vocais), Pat Fairlie (guitarra rítmica, baixo) e Alan Whitehead (bateria). Inicialmente adotaram o nome "The Gaylords" e posteriormente "Dean Ford and the Gaylords", até decidirem definitivamente por "Marmalade".
O período de mais sucesso do grupo foi entre o final da década de 1960 e começo de 1970, quando emplacaram diversos hits nas paradas musicais do Reino Unido.
Mesmo sem contar com nenhum dos integrantes originais, a banda continua a gravar e a se apresentar ocasionalmente.

## História

### Os Gaylords
Os Gaylords (nomeados após a notória gangue de rua do pós-guerra [Chicago Gaylords]]) foram originalmente formados por Pat Fairley e Billy Johnston em Baillieston, um subúrbio a leste de Glasgow, em 1961. Sua formação inicial incluía Tommy Tocou bateria e o guitarrista Pat McGovern, liderado pela vocalista Wattie Rodgers. William Junior Campbell entrou no seu décimo quarto aniversário em 31 de maio de 1961, substituindo McGovern, e Rodgers foi então substituído, inicialmente por dois novos vocalistas principais, Billy Reid e Tommy Scott, embora Reid logo tenha deixado Scott como o único  vocalista. Bill Irving, do grupo local Baillieston, os Cadillacs, substituiu Johnston no baixo.
O grupo começou a se reunir e, em 1963, Fairley e Campbell avistaram [Dean Ford | Thomas McAleese]], cantor do grupo local Monarchs, no Barrowland Ballroom em Glasgow, e não demorou muito para que ele substituísse Scott. vocalista principal. McAleese então adotou o apelido de palco Dean Ford, e eles se tornaram conhecidos como Dean Ford e The Gaylords. Raymond Duffy, do grupo Escorts de Glasgow, entrou na bateria depois que Frew partiu. Por alguns meses, eles tiveram um organista, Davey Hunter. No início de 1965, Graham Knight, do grupo local Vampiros, havia substituído Irving no baixo.
Tornando-se popular na Escócia, e sob a administração de Billy Grainger, no início de 1964, eles foram defendidos pelo jornalista de música escocês Gordon Reid, que os levou a assinar com Columbia (EMI) por Norrie Paramor após audições. no Locarno Ballroom de Glasgow. Eles gravaram quatro [single (música) | singles]], incluindo uma capa do hit dos EUA de 1963 ["Chubby Checker]]" Twenty Miles ", que era um grande vendedor localmente, mas não conseguiu. gráfico]] nacionalmente. Os lançamentos do Columbia, embora não creditados, foram produzidos por Bob Barratt, produtor da equipe da EMI, com Norrie Paramor como executiva. Paramor tocou o celesta em "What's The Matter With Me"; o  lado b de "Vinte milhas". Em 1965, eles tocaram um longo período em Alemanha no Storyville em [Colônia] e também em Duisburg. A essa altura, os Gaylords alcançaram o status de um dos principais grupos da Escócia, confirmado nos resultados das pesquisas musicais, mas eram ambiciosos e, assim, ao retornar da Alemanha para Londres no início de 1965, decidiram tentar o sucesso no [ [Reino Unido | Reino Unido]] como um todo, e permaneceu em Londres, onde mudaram a representação administrativa e de agência, pois Billy Grainger desejava permanecer em Glasgow.

### Mudança de nome e a era da CBS
Por recomendação de os Tremeloes, que havia tocado com eles em Glasgow, os Gaylords foram convidados a ingressar na agência Starlite Artistes, sediada em Londres, de propriedade e gerenciada por Peter Walsh. Eles então começaram a construir uma reputação de  clube como uma banda de harmonia estreita e estreita e, em 1966, encontrando-se no meio dos anos 60 balançando Londres, decidiram atualizar sua imagem e instrumentação. . Seguindo o conselho de seu novo gerente, eles mudaram o nome da banda para "The Marmalade". Inusitadamente, eles agora tinham dois jogadores de  bass, Knight em quatro cordas Fairley em seis cordas (Fairley abandonou o padrão [guitarra rítmica]] normalmente associado a grupos de rock do início dos anos 1960).
Com seu contrato com a EMI Columbia no fim, Walsh, com a ajuda de John Salter, agente de reservas de Walsh, conseguiu assinar a banda com a CBS Records com o produtor Mike Smith, que estava tendo grande sucesso com os Tremeloes, agora seus companheiros de agência. Mas seus primeiros singles da CBS também falharam nas paradas no Reino Unido.
O baterista Ray Duffy (que mais tarde tocou com [Matthews Southern Comfort]] e Gallagher e Lyle e também nas gravações solo posteriores de Campbell) decidiu sair em 1966 para retornar à Escócia para se casar logo após seu primeiro lançamento na CBS. , "Está tudo levando até sábado à noite". A banda então colocou anúncios no New Musical Express e Melody Maker, e depois de várias audições, o ex-carteiro  Alan Whitehead ex-membro da banda londrina Loose Ends se tornou seu novo baterista, estreando em seu próximo single, "Can't Stop Now", que não conseguiu vender apesar do grupo ter tocado em uma peça de TV,  The Fantasist , escrito por Alun Owen, para a BBC Dois  Teatro 625 .
Seu terceiro single da CBS, o auto, "I See the Rain", escrito por Campbell e Ford, foi elogiado por Jimi Hendrix como o "melhor corte de 1967". Tornou-se um  chart-topper nos Netherlands no mesmo ano. Graham Nash de the Hollies contribuiu para a sessão, mas também fracassou no Reino Unido, embora a faixa, com sua sensação distinta da década de 1960, tenha atingido um culto seguinte e tenha ressuscitado recentemente de artistas como Susanna Hoffs de the Bangles e Matthew Sweet. (veja  Under the Covers, Vol. 1 )
19 de janeiro de 1967 provou ser um ponto de virada no progresso da banda quando eles fizeram sua estréia no [Marquee Club] de Londres, onde apoiaram o Pink Floyd. Duas semanas depois, em 3 de fevereiro, eles apoiaram a ação. Depois disso, eles nunca mais apoiaram ninguém na Marquise e, em 16 de março de 1967, começaram uma longa residência que durou até o outono do ano seguinte, construindo uma reputação e seguintes, incluindo turnês com The Who, Joe Cocker,  Traffic, Gene Pitney e os Tremeloes. Isso culminou com as aparições de verão no  Festival de Jazz e Rock de Windsor, diretamente anterior a Jerry Lee Lewis, e Festival do Filhos de Flores Abadia de Woburn.

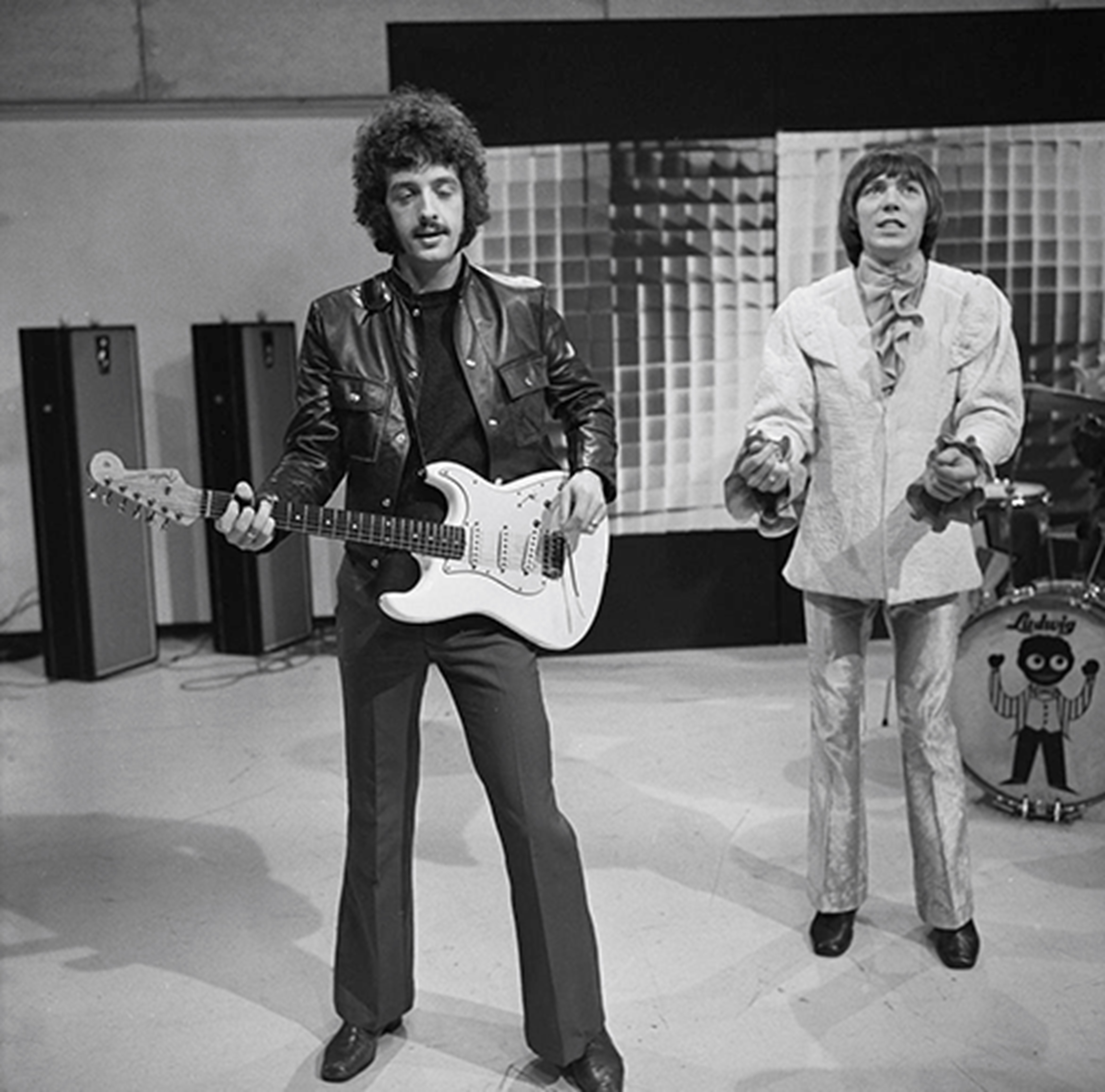
Junior Campbell e Dean Ford, Marmalade, TV holandesa (1968)

A CBS, preocupada com a falta de sucesso comercial da Marmalade, ameaçou abandoná-los se não tivessem sucesso. Então, após o fracasso de outro single auto-escrito no final daquele ano, "Man in a Shop", eles foram convidados a gravar mais material orientado a gráficos. Eles rejeitaram "Everlasting Love", que se tornou um  No. 1 para  Love Affair, mas depois cedeu à pressão e gravou " Lovin' Things" escrito por Artie Schroeck e Jet Loring em 1967 e arranjado por Keith Mansfield para Marmalade. Atingiu o sexto lugar no UK Singles Chart no verão de 1968. Isso foi coberto por the Grass Roots nos  EUA em 1969, usando praticamente o mesmo arranjo. O álbum de estréia de Marmalade,  It's A Lot Of It About , contou com uma mistura de alguns de seus singles e músicas populares atuais, e foi lançado em 1968.
Marmalade fez uma aparição na tela grande no filme  Subterfuge  naquele ano.